# Egipto en los Juegos Olímpicos de Melbourne 1956
Egipto estuvo representado en los Juegos Olímpicos de Melbourne 1956 por tres deportistas masculinos que compitieron en hípica.
El equipo olímpico egipcio no obtuvo ninguna medalla en estos Juegos.